# Pozziella clavisaepta
Pozziella clavisaepta är en svampdjursart som beskrevs av Topsent 1896. Pozziella clavisaepta ingår i släktet Pozziella och familjen Hamacanthidae. Inga underarter finns listade i Catalogue of Life.